# Nagyvilág (folyóirat, 1946–48)
Nagyvilág (1946. december – 1948. május) a Magyar–Francia Társaság (Alliance Française magyar filiáléja) irodalmi, művészeti és tudományos folyóirata, kéthetente jelent meg Budapest székhellyel Cserépfalvi Imre kiadásában.

## Szerkesztői
- Gereblyés László (1946–1947)
- Hegedűs Zoltán (1948. januártól)

## Állandó munkatársai
- Barta Lajos
- Bóka László
- Bölöni György
- Darvas József
- Déry Tibor
- Faludy György
- Füst Milán
- Gyergyai Albert
- Illyés Gyula
- Kassák Lajos
- Képes Géza
- Kolozsvári Grandpierre Emil
- Laczkó Géza
- Lukács György
- Sőtér István
- Cs. Szabó László
- Szabó Zoltán
- Tersánszky Józsi Jenő
- Tolnai Gábor
- Vészi Endre
- Zelk Zoltán